# Àcries
Àcries (en grec antic: Ἀκριαί) o Acrees (Ἀκραῖαι) era una antiga ciutat de Lacònia. Estrabó la situa al golf de Lacònia, a 30 estadis al sud d'Helos, i diu que entre aquesta ciutat i Gítion desembocava el riu Escamandre.
Pausànies la inclou entre les ciutats que formaven part de l'Eleutero-Lacònia, i la situa a 120 estadis de Gerontres. Destaca que a Àcries hi havia un temple i una estàtua de la Mare dels déus (potser Anance o Cíbele), i que els habitants de la ciutat creien que era la representació més antiga de la deessa de tot el Peloponnès. Es creia que el fundador d'Acries va ser Àcrias, un pretendent d'Hipodamia que va ser mort per Enòmau.